# 郑州地铁5号线
郑州地铁5号线是郑州地铁一条贯穿河南省郑州市郑东新区、金水区、中原区、二七区和管城区，连接郑州地铁系统目前规划的绝大多数线路的地下环线，全长40.4公里，共设置32个站，于2019年5月20日开通运营。

## 线路走向

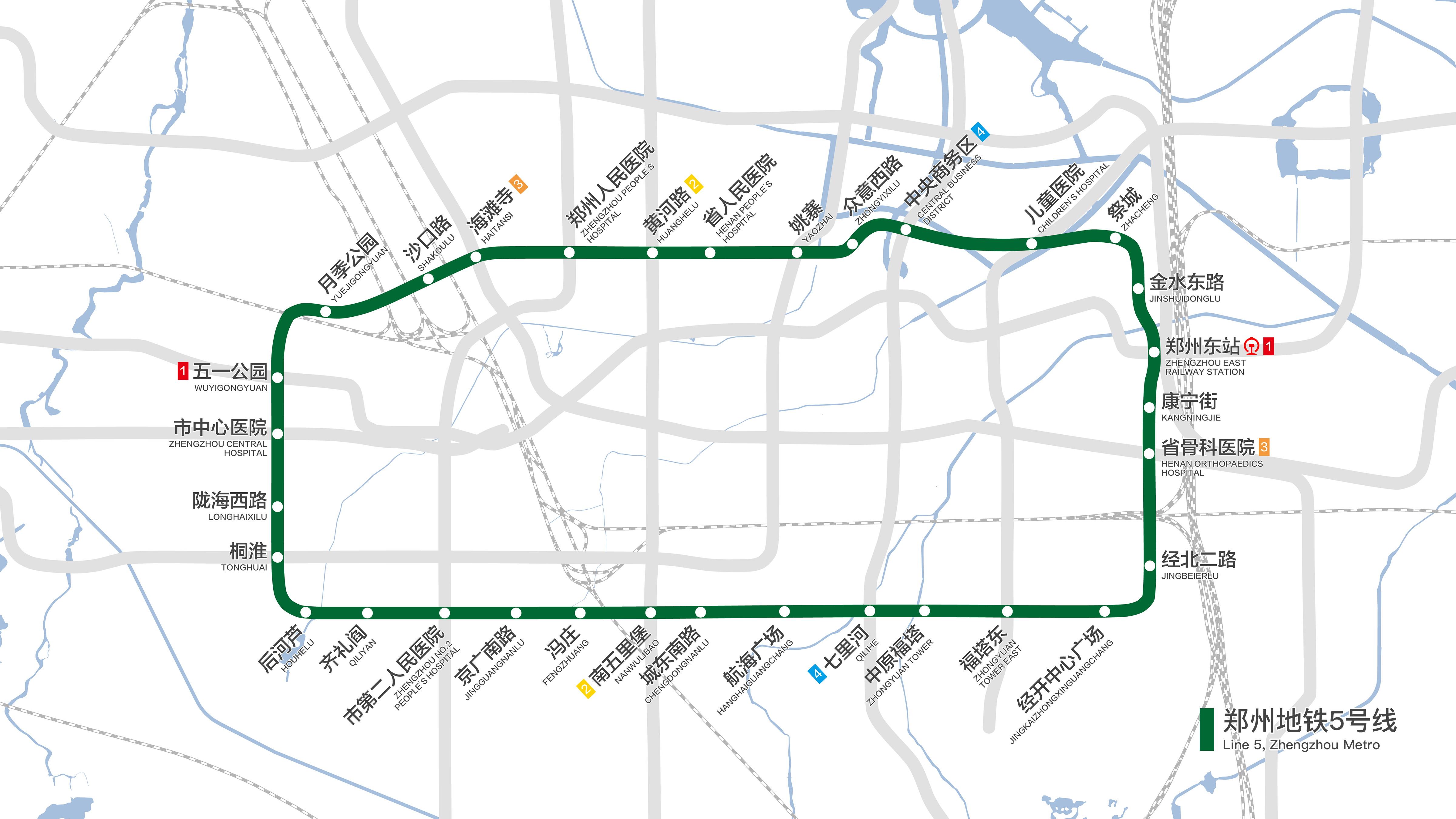
5号线线路图（按真实走向绘制）

5号线是郑州地铁系统的一条环线，途经金水区、中原区、二七区、管城回族区、郑州经开区以及郑东新区等区域，全长40.4公里。
线路在黄河路与南阳路口设海滩寺站与3号线换乘，之后沿黄河路向东敷设至未来路，并在郑州人民医院站、黄河路站和姚砦站分别与7号线、2号线与6号线换乘。过未来路后，线路向东进入郑东新区，穿过郑州之林后沿商务外环路绕郑东新区中央商务区向东，在中央商务区北侧设中央商务区站与4号线换乘，在平安大道与农业东路路口设儿童医院站与12号线换乘。之后线路向东穿过熊儿河后至盛和街，至心怡路后转向南，在郑州东站西广场地下设地铁郑州东站并与1号线、8号线和国铁换乘。之后线路继续沿心怡路向南，在省骨科医院站与3号线换乘。之后线路继续向南穿过陇海铁路，进入经开区。
在经开区，5号线线路向南至航海东路后转向西，并在福塔东站和七里河站分别与12号线和4号线换乘。之后线路继续向西，在南五里堡站与2号线换乘，在市第二人民医院站与7号线换乘。线路在过后河芦站后由航海路向北转入桐柏路，并一直向北至金水西路，分别在桐淮站、市中心医院站和五一公园站与6号线、10号线和1号线换乘。之后线路向东进入金水西路，设月季公园站，然后穿过月季公园和郑州北站后进入黄河路向东回归于海滩寺站，形成环线。

## 历史
- 2013年12月23日，5号线西站街车站（现月季公园站）先期开工建设[4]
- 2014年12月18日，5号线土建工程全面开工建设[5]。
- 2018年4月1日，首次开始自主系统联调
- 2018年6月10日，实现全线“洞通”。
- 2018年6月30日，实现全线“轨通”。
- 2018年7月10日，所有车站主体结构封顶。
- 2018年9月30日,实现全线“电通”。
- 2018年12月29日，开始空载试运行[6]。
- 2019年5月20日，5号线正式开通运营[1]，随着郑州市区第一条环线开通，郑州地铁网络初具规模。
- 2021年5月15日，经北二路站正式启用[7]，5号线全部车站至此均已启用。
- 2021年7月21日，因2021年7月河南水灾导致的郑州地铁5号线“7·20”事件而全线停运。同年9月15日恢复载客运营[8]。

## 车站

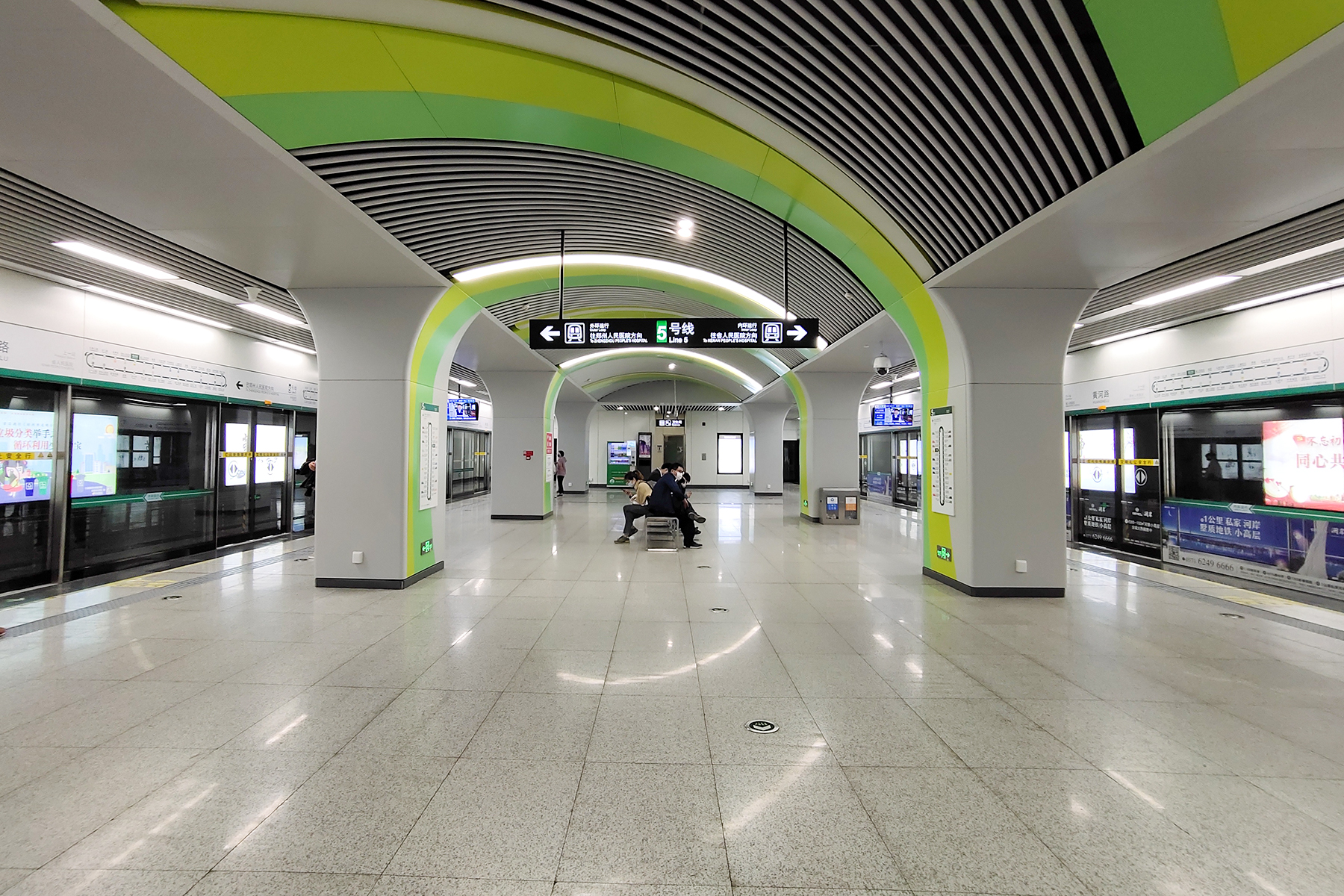
黄河路站5号线站台

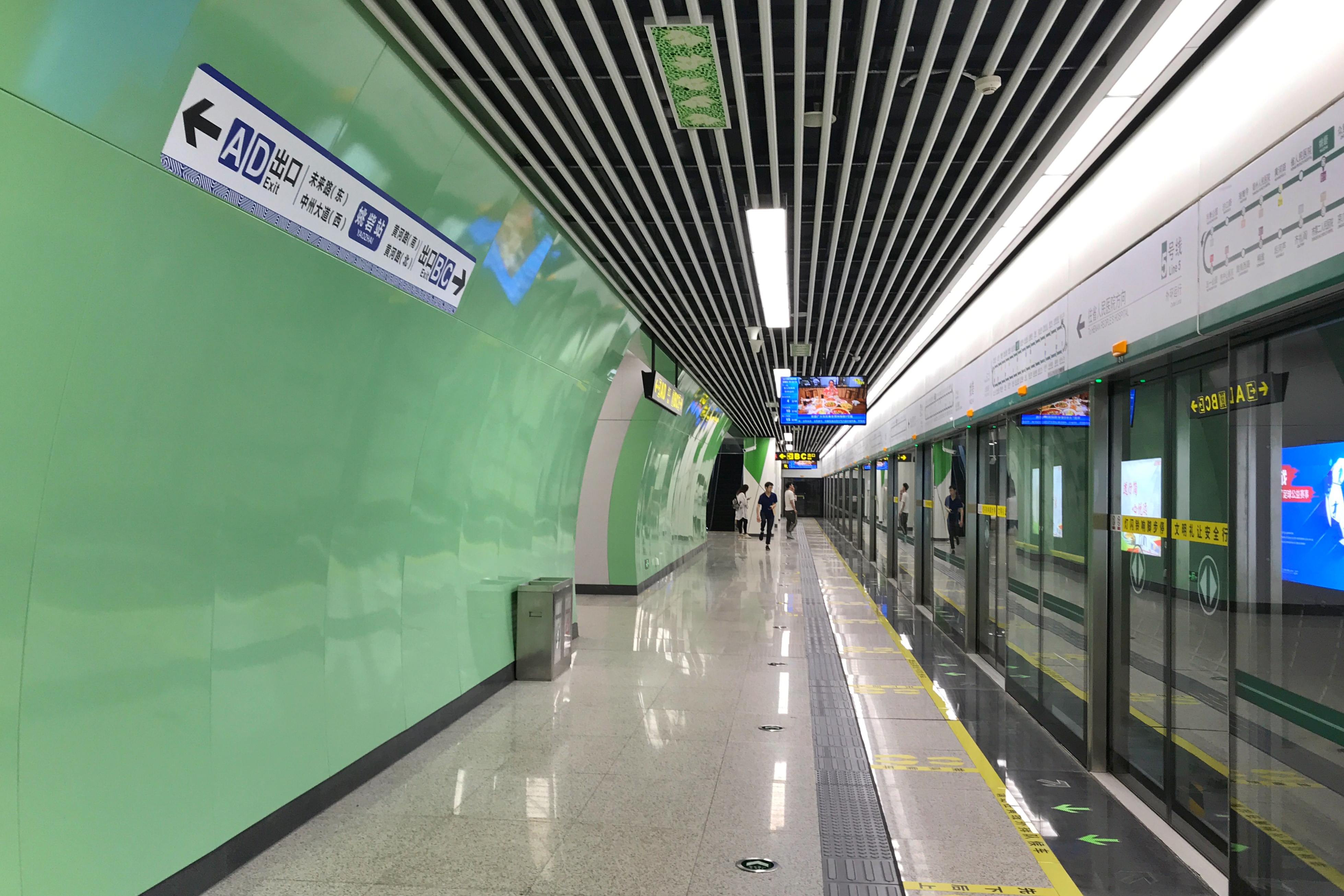
姚砦站5号线站台，该站为5号线两座采用分离式站台的车站之一

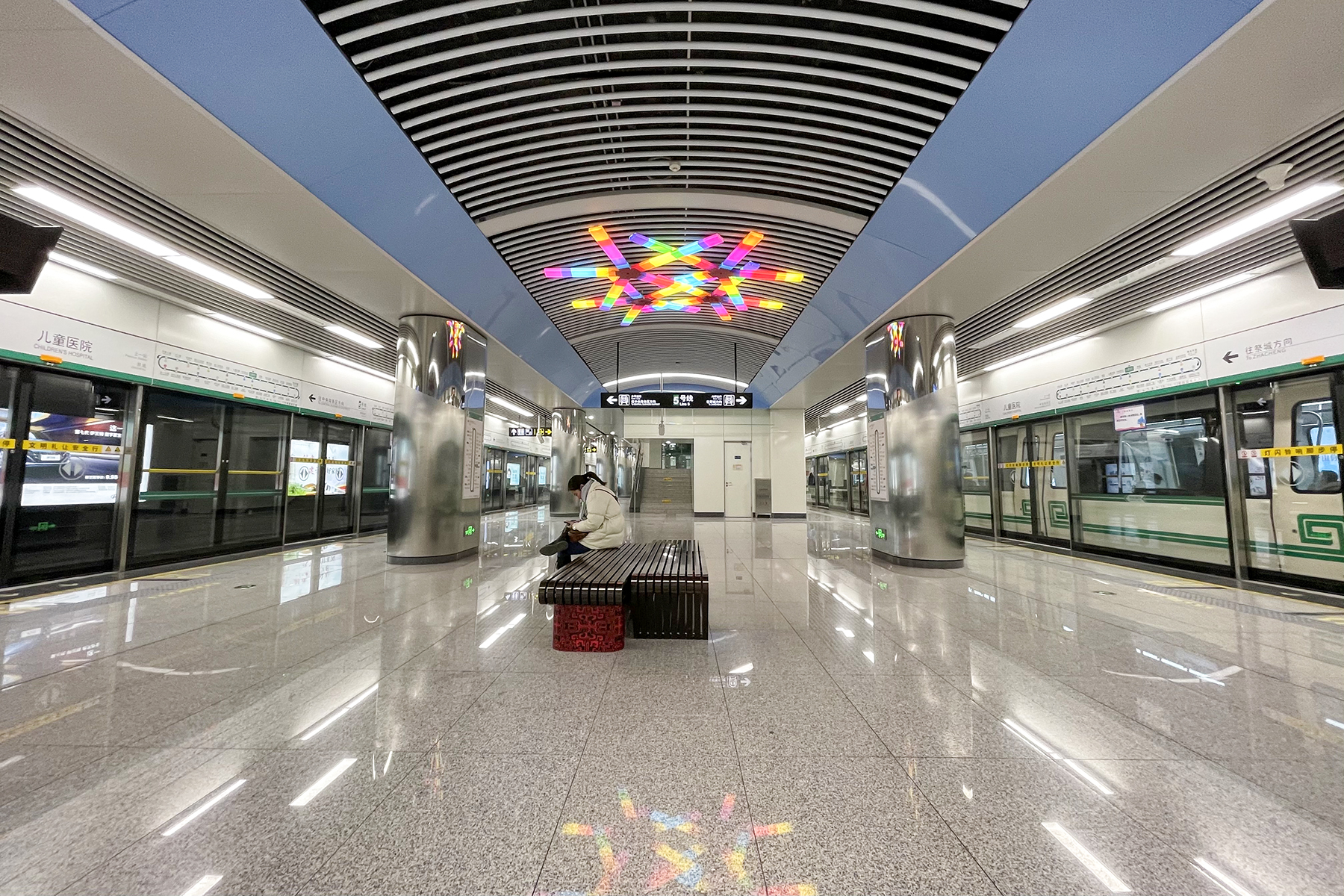
儿童医院站5号线站台

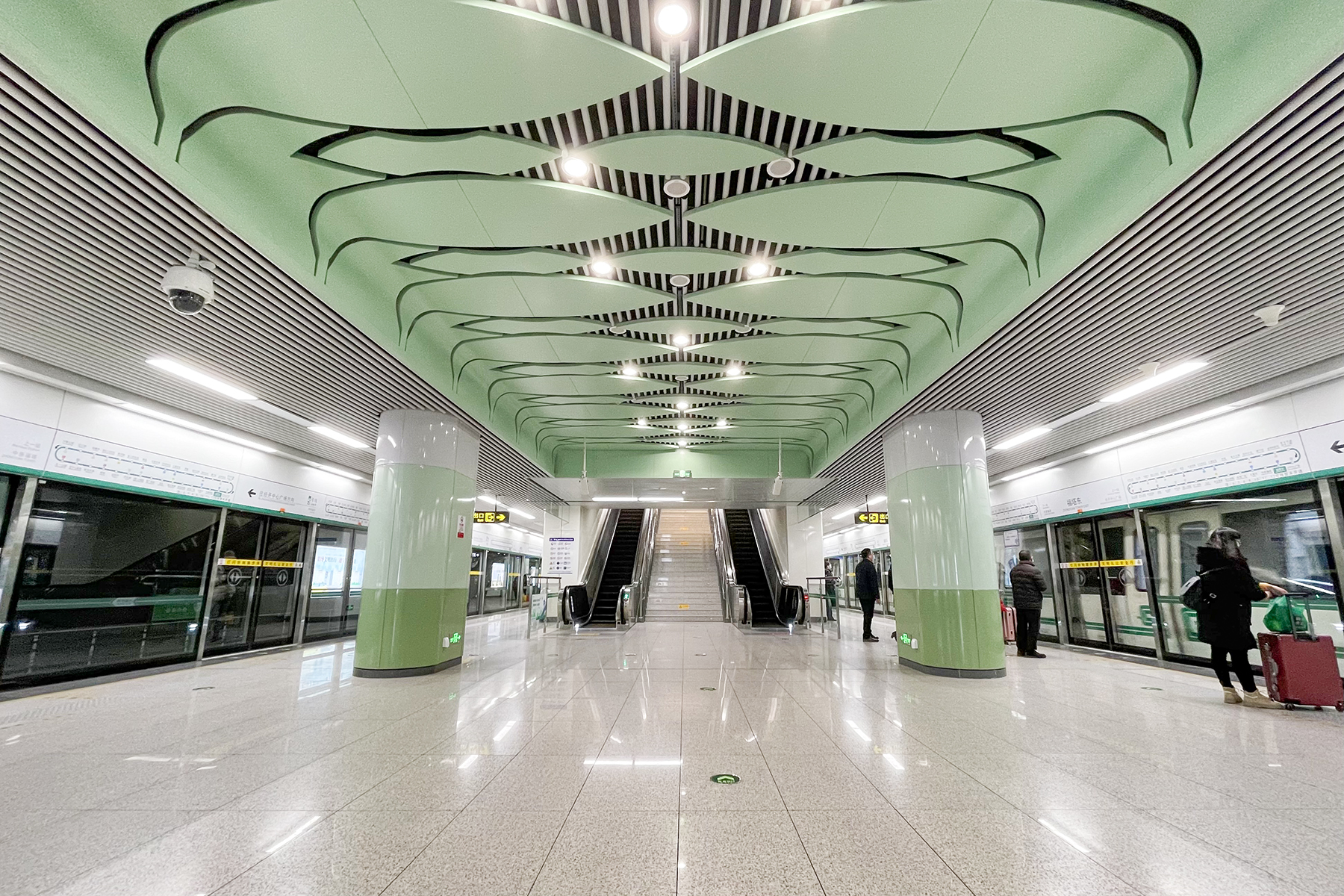
福塔东站5号线站台

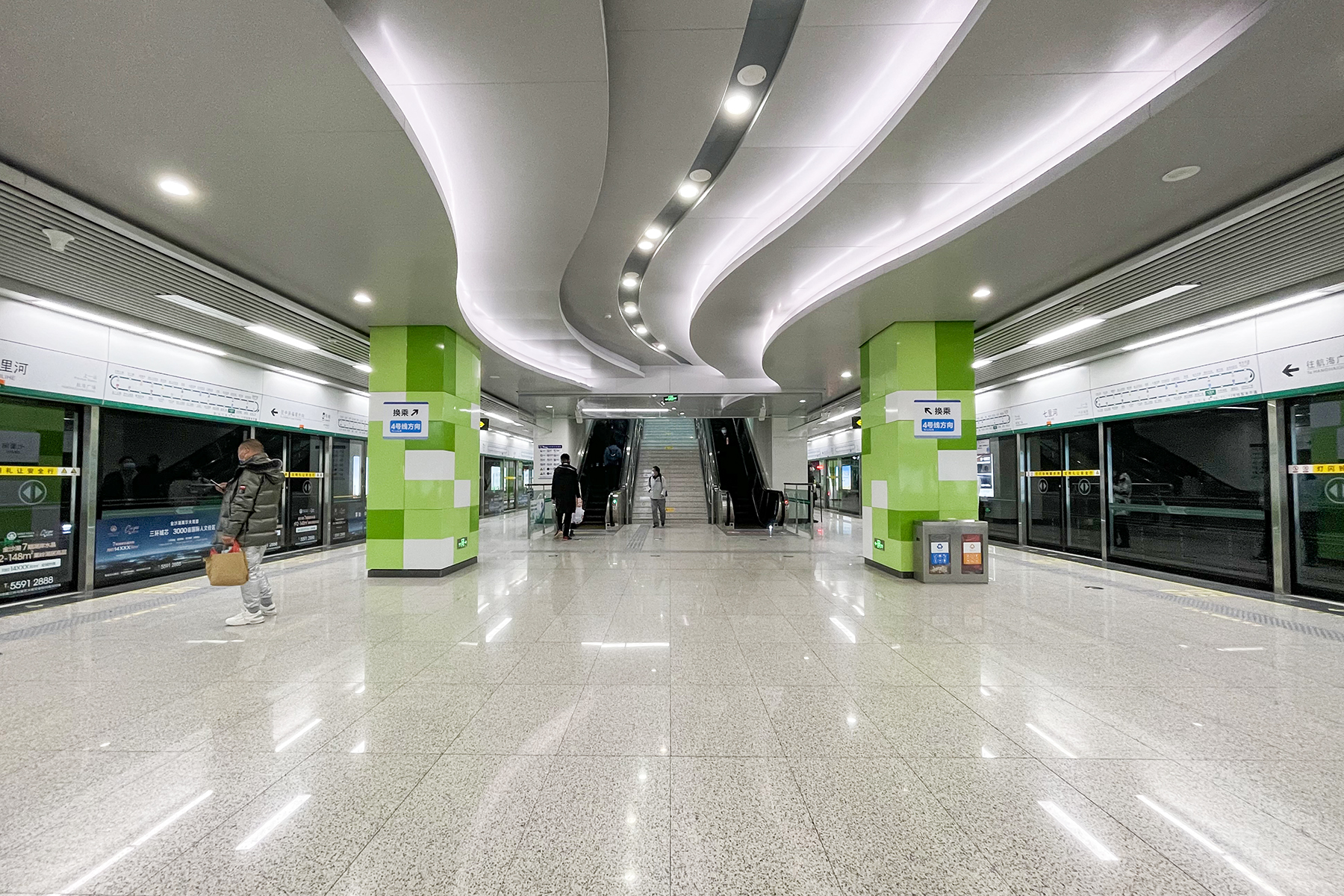
七里河站5号线站台

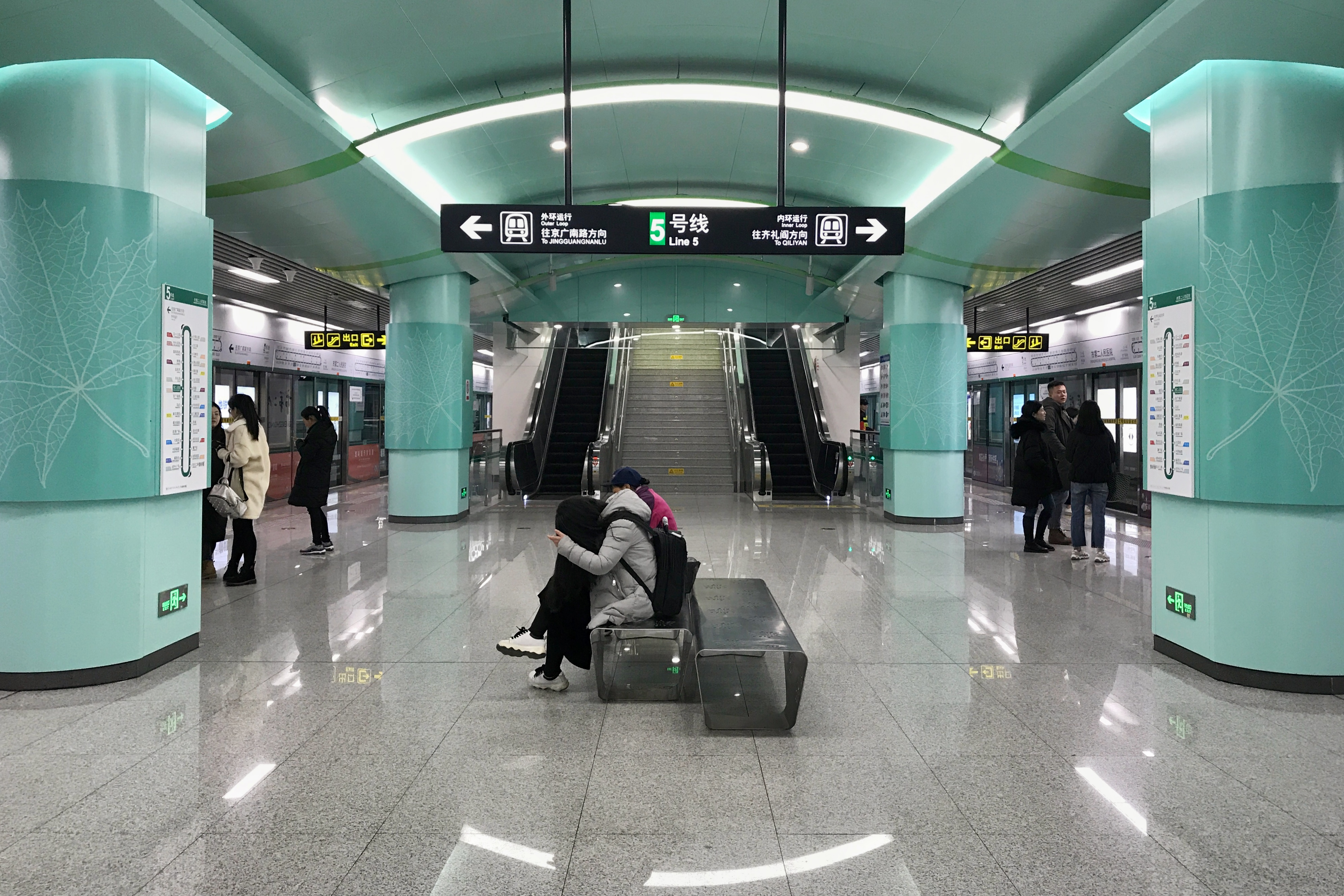
市第二人民医院站5号线站台

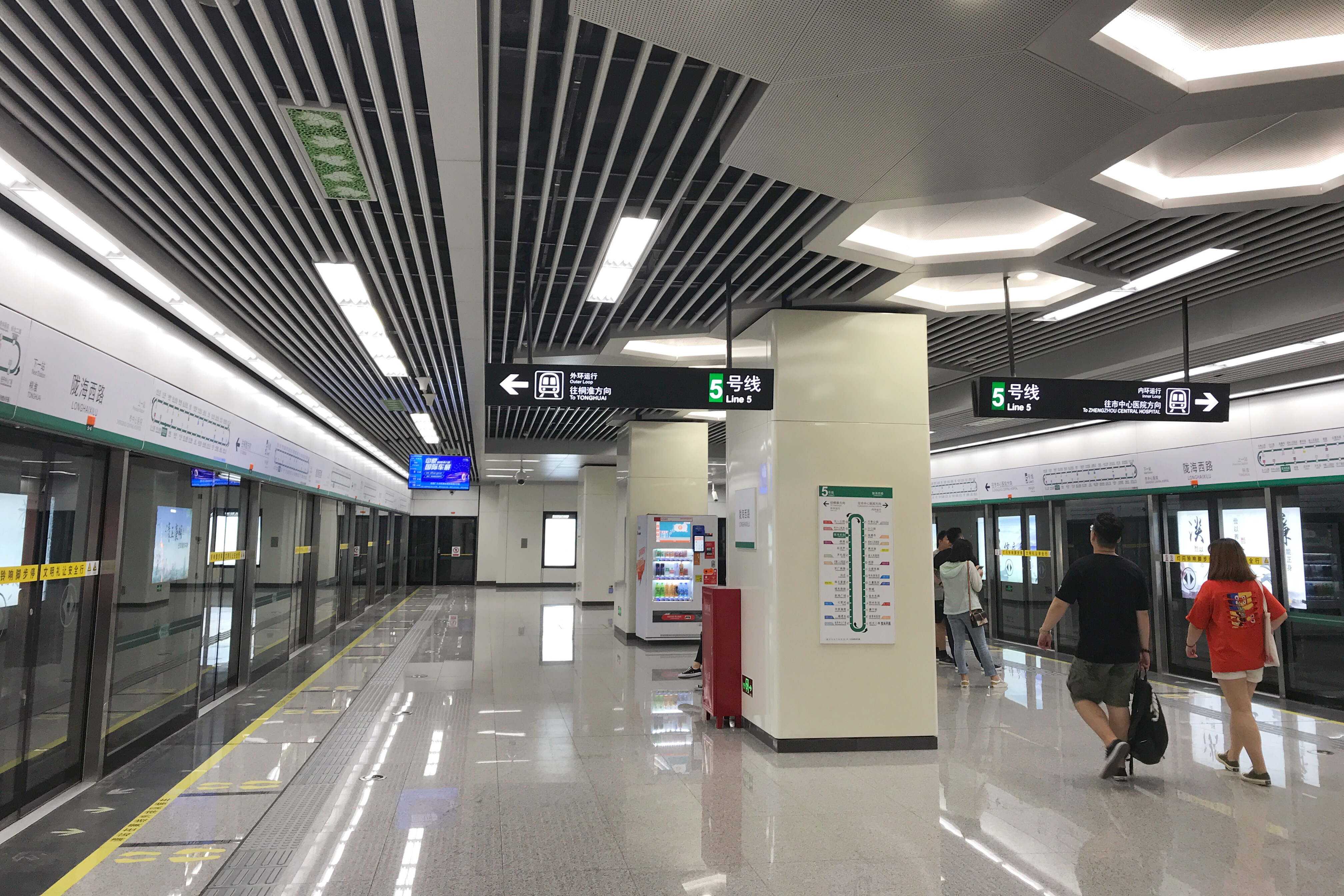
陇海西路站站台

5号线共设有32座车站，其中有18座车站规划为换乘站。
车站设计上，18座规划的换乘车站分别以河南省的18个地级市的特色为主题，设置有反应该市特色的文化墙。同时，与郑州地铁的其他车站一样，5号线每个车站站台上都设有书法站名大字墙。5号线各站的书法站名均由中国书法家协会名誉主席，著名书法家张海题写。
| 郑州地铁5号线车站列表          |                |                              |            |                            |               |                    |
| 编号                           | 站名           | 车站主题                     | 所在行政区 | 换乘                       | 启用日期      | 站台设计           |
| — ↑ 环线，往五一公园站方向 ↑ — |                |                              |            |                            |               |                    |
|                                |                |                              |            |                            |               |                    |
| 0501                           | 月季公园       | 愚公精神 （济源市）          | 中原区     | █ 9号线（远期规划）        | 2019年5月20日 | 地下岛式站台       |
| 0502                           | 沙口路         |                              | 金水区     |                            | 2019年5月20日 | 地下岛式站台       |
| 0503                           | 海滩寺         | 郑州志•老八景绘图 （郑州市） | 金水区     | █ 3号线                    | 2019年5月20日 | 地下岛式站台       |
| 0504                           | 郑州人民医院   | 太极文化 （焦作市）          | 金水区     | █ 7号线                    | 2019年5月20日 | 地下岛式站台       |
| 0505                           | 黄河路         | 文字的传承 （安阳市）        | 金水区     | █ 2号线                    | 2019年5月20日 | 地下岛式站台       |
| 0506                           | 省人民医院     |                              | 金水区     |                            | 2019年5月20日 | 地下岛式站台       |
| 0507                           | 姚砦           | 新城新貌 （新乡市）          | 金水区     | █ 6号线                    | 2019年5月20日 | 地下岛式分离式站台 |
| 0508                           | 众意西路       |                              | 金水区     |                            | 2019年5月20日 | 地下岛式站台       |
| 0509                           | 中央商务区     | 龙文化 （濮阳市）            | 金水区     | █ 4号线                    | 2019年5月20日 | 地下岛式站台       |
| 0510                           | 儿童医院       | 庙会撷趣 （鹤壁市）          | 金水区     | █ 12号线                   | 2019年5月20日 | 地下岛式站台       |
| 0511                           | 祭城           |                              | 金水区     |                            | 2019年5月20日 | 地下岛式站台       |
| 0512                           | 金水东路       |                              | 金水区     |                            | 2019年5月20日 | 地下岛式站台       |
| 0513                           | 郑州东站       | 三商之源 （商丘市）          | 金水区     | █ 1号线、 █ 8号线 郑州东站 | 2019年5月20日 | 地下双岛式站台     |
| 0514                           | 康宁街         |                              | 管城回族区 |                            | 2019年5月20日 | 地下岛式站台       |
| 0515                           | 省骨科医院     | 汴京盛世 （开封市）          | 管城回族区 | █ 3号线                    | 2019年5月20日 | 地下岛式站台       |
| 0516                           | 经北二路       |                              | 管城回族区 |                            | 2021年5月15日 | 地下岛式站台       |
| 0517                           | 经开中心广场   | 伏羲创八卦 （周口市）        | 管城回族区 | █ 11号线（规划）           | 2019年5月20日 | 地下岛式站台       |
| 0518                           | 福塔东         | 茶山春晓 （信阳市）          | 管城回族区 | █ 12号线                   | 2019年5月20日 | 地下岛式站台       |
| 0519                           | 中原福塔       |                              | 管城回族区 |                            | 2019年5月20日 | 地下岛式站台       |
| 0520                           | 七里河         | 革命星火 （驻马店市）        | 管城回族区 | █ 4号线                    | 2019年5月20日 | 地下岛式站台       |
| 0521                           | 航海广场       |                              | 管城回族区 |                            | 2019年5月20日 | 地下岛式站台       |
| 0522                           | 城东南路       |                              | 管城回族区 |                            | 2019年5月20日 | 地下岛式站台       |
| 0523                           | 南五里堡       | 说文解字 （漯河市）          | 管城回族区 | █ 2号线                    | 2019年5月20日 | 地下岛式站台       |
| 0524                           | 冯庄           |                              | 二七区     |                            | 2019年5月20日 | 地下岛式站台       |
| 0525                           | 京广南路       |                              | 二七区     |                            | 2019年5月20日 | 地下岛式分离式站台 |
| 0526                           | 市第二人民医院 | 三国故事 （许昌市）          | 二七区     | █ 7号线                    | 2019年5月20日 | 地下岛式站台       |
| 0527                           | 齐礼阎         | 汉文化 （南阳市）            | 二七区     | █ 9号线（规划）            | 2019年5月20日 | 地下岛式站台       |
| 0528                           | 后河芦         |                              | 中原区     |                            | 2019年5月20日 | 地下岛式站台       |
| 0529                           | 桐淮           | 玉鹰献瑞 （平顶山市）        | 中原区     | █ 6号线                    | 2019年5月20日 | 地下岛式站台       |
| 0530                           | 陇海西路       |                              | 中原区     |                            | 2019年5月20日 | 地下岛式站台       |
| 0531                           | 市中心医院     | 牡丹花开 （洛阳市）          | 中原区     | █ 10号线                   | 2019年5月20日 | 地下岛式站台       |
| 0532                           | 五一公园       | 大河湾流 （三门峡市）        | 中原区     | █ 1号线                    | 2019年5月20日 | 地下岛式站台       |
|                                |                |                              |            |                            |               |                    |
| — ↓ 环线，往月季公园站方向 ↓ — |                |                              |            |                            |               |                    |

### 换乘站
- 海滩寺：与 █ 3号线换乘。
- 郑州人民医院：与 █ 7号线换乘。

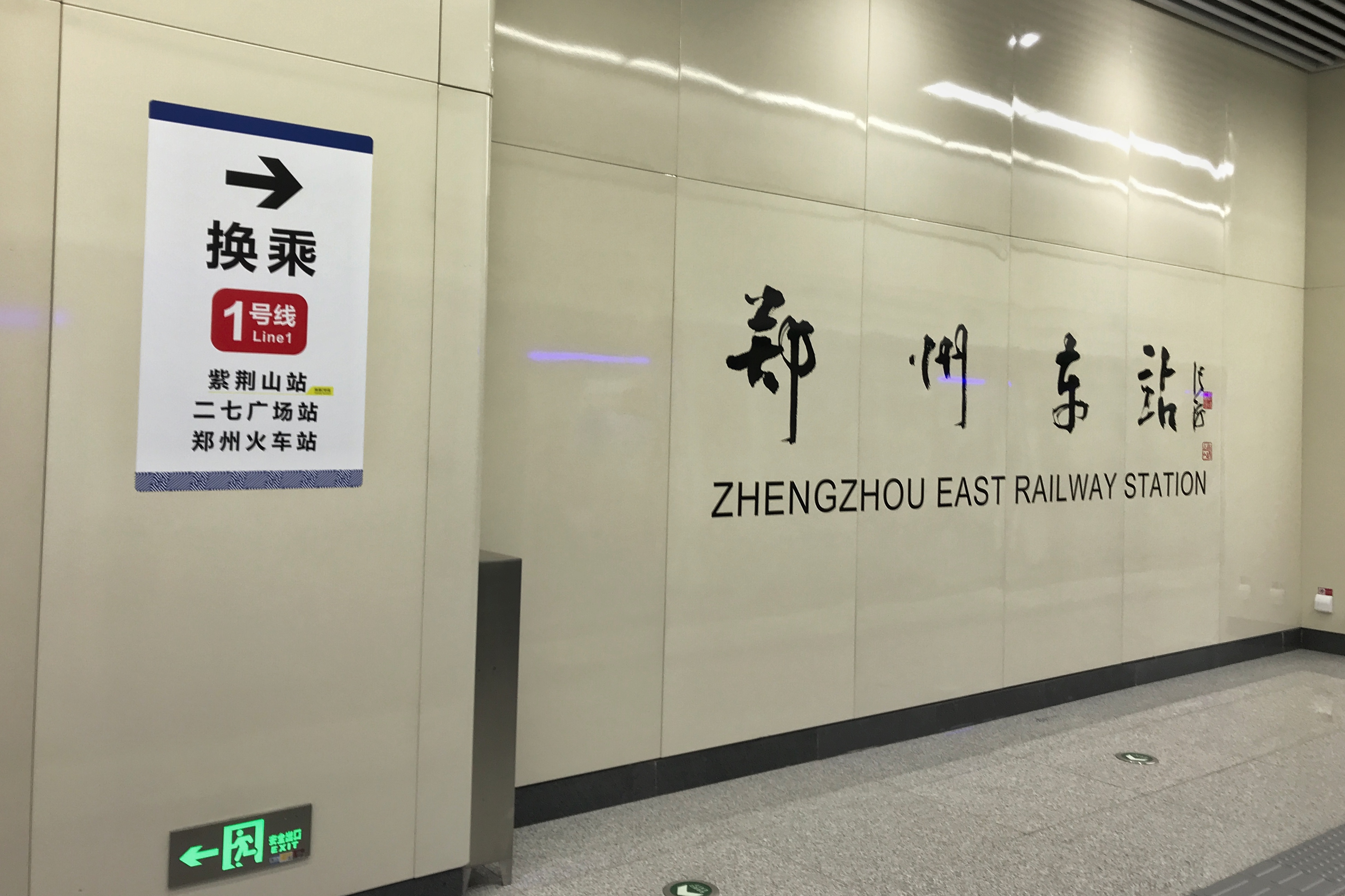
郑州东站5号线站台上的书法站名，该站可与8号线实现同台换乘

- 黄河路：与 █ 2号线换乘，采用通道换乘模式，在5号线站台的西端有楼梯通道与2号线站台的北端相连。
- 姚砦：与 █ 6号线换乘。
- 中央商务区：与 █ 4号线换乘，采用通道换乘模式，在4号线站台的北端有楼梯通道与5号线站台的西端相连。
- 儿童医院：与 █ 12号线换乘。
- 郑州东站：与 █ 1号线和 █ 8号线换乘，1号线和5号线/8号线之间的换乘采用单向换乘模式，从5号线/8号线到1号线的换乘为垂直换乘，乘客可从5号线/8号线站台直接通过步梯到达1号线站台的西端。1号线到5号线/8号线的换乘为站厅换乘，乘客需通过站厅层到达5号线/8号线站台。5号线和8号线在此站实现同台换乘。
- 省骨科医院：与 █ 3号线换乘。
- 福塔东：与 █ 12号线换乘。
- 七里河：与 █ 4号线换乘。
- 南五里堡：与 █ 2号线换乘，采用单向换乘模式，5号线至2号线的换乘为垂直换乘，2号线至5号线的换乘为站厅换乘，需通过站厅层到达5号线站台。
- 市第二人民医院：与 █ 7号线换乘。
- 桐淮：与 █ 6号线换乘。
- 市中心医院：与 █ 10号线换乘，采用垂直换乘模式，5号线站台的中部有楼梯通往10号线站台的西端。
- 五一公园：与 █ 1号线换乘，采用单向换乘模式，1号线至5号线的换乘为垂直换乘，5号线至1号线的换乘为站厅换乘，需通过站厅层到达1号线站台。

规划中换乘站
- 月季公园：与 █ 9号线换乘。
- 经开中心广场：与 █ 11号线换乘。
- 齐礼阎：与 █ 9号线换乘。

## 使用车辆

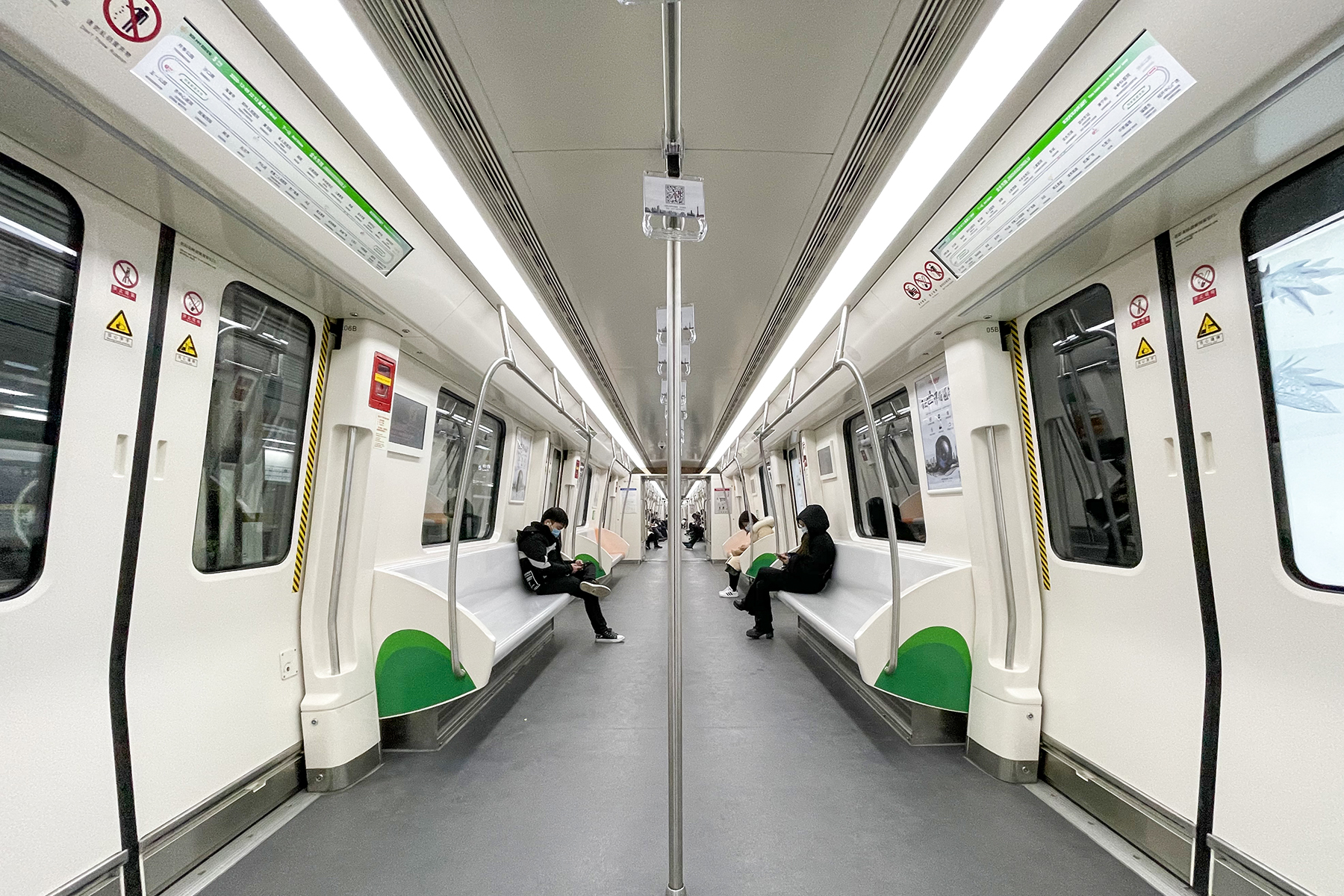
5号线列车内部

郑州地铁5号线目前共配有49组列车（包含1列因故退役列车），由中车株洲电力机车有限公司生产（部分于洛阳中车轨道交通装备有限公司组装）。列车为A型电动列车，采用6节编组，最大载客量达2593人。另有12列车正在调试或排期生产。
| 名称               | 制造商   | 车辆编组             | 首车上线时间 | 车辆编号   | 车辆总数 |
| ------------------ | -------- | -------------------- | ------------ | ---------- | -------- |
| 5号线首批车辆      | 中车株机 | 6A (Tc+Mp+M+M+Mp+Tc) | 2019         | 0501～0539 | 39列     |
| 5号线一次增购车辆  | 中车株机 | 6A (Tc+Mp+M+M+Mp+Tc) | 2020         | 0540～0549 | 10列     |
| “7·20”事故替换车辆 | 中车株机 | 6A (Tc+Mp+M+M+Mp+Tc) | -            | 0550       | 1列      |
| 5号线二次增购车辆  | 中车株机 | 6A (Tc+Mp+M+M+Mp+Tc) | -            | 0551~0561  | 11列     |

车组0501已因“7·20”事故退役。整车不再使用，仅保留部分可用部件并以此为基础制造车组0550。

## 事故
2021年7月20日晚6时左右，5号线海灘寺站和沙口路站区间，雨水从五龙口停车场倒灌入行车隧道，导致一列编号0501的列车被困，车内水位一度达到胸口位置，滞留车内的乘客被困数小时后陆续获救离开车厢。事故共造成14人死亡，5人受伤。
中华人民共和国交通运输部於2021年7月21日印發緊急通知，軌道交通运营单位要充分汲取近期发生的雨水倒灌事件教训，进一步调整完善应急预案，对超设计暴雨强度等非常规情况下采取停运列车，疏散乘客，关闭车站等应急措施。同时，做好与气象部门的沟通对接，加强对洪涝、气象灾害等信息的收集。交通部特别强调，当发生淹水倒灌等突发事件时，不具备安全运行条件的，应坚决停运。7月21日上午，鄭州地鐵官方網站已變為黑白色。
水灾亦造成多个地铁站发生水浸，儿童医院站整个地下二层（站台层）被水淹没，积水最深处达6米。7月26日起开始进行抽排水。

## 備註
1. ↑  全稱：鄭州市軌道交通5號線停車場，位於中原區五龍口南路、藍天路交界，屬於地鐵列車停車調度場，非一般車輛停車場。